# Безумцы (фильм, 1928)
«Безумцы» (пол. Szaleńcy) — польский чёрно-белый художественный фильм, снятый в 1927 году режиссёром Леонардом Бучковским.
Дебютный фильм режиссёра Л. Бучковского.
Премьера фильма состоялась 28 августа 1928 года.

## Сюжет
Действие фильма происходит во время Первой мировой войны. Главный герой Филипек, работник винного магазина в Кракове, знакомится в призывном пункте со студентом из Цюриха Ежи Рецким, который бросил учёбу и добровольцем вступил в армию. Филипек тоже становится добровольцем.
Во время сражений он спасает жизнь бывшему студенту, друзья прячутся в одном из поместий в районе боевых действий. Дочь владельца Зофья прячет их и старается вылечить раненого солдата.
Когда поместье занимают русские войска, сын графа-помещика тоже спасает раненого.
Позже друзья уже втроём сражаются на фронте, а Зофья работает санитаркой. Младший из друзей, сын помещика Казимир погибает. Боевые товарищи исполняют солдатскую песню над могилой друга.
Первоначально был снят как немой фильм. В 1934 году был озвучен и вновь вышел на экраны кинотеатров.

## В ролях
- Мариан Чауский — Ежи Рецкий
- Ежи Кобуш — Филипек

- Болеслав Щуркевич — Ян Лоневский, отец Зофьи и Казимира, граф-помещик
- Ирена Гавенцкая — Зофья Лоневская
- Александер Старча — Казимир (Казик) Лоневкий
- Марек Озуг — русский офицер

## Награды
- В 2009 году фильм номинировался на кинопремию Złota Kaczka в категории «Лучший историко-костюмированный фильм 100-летия польского кино» (Леонард Бучковский).